# San Giuseppe Vesuviano
San Giuseppe Vesuviano er en italiensk by og kommune i regionen Campania. Byen har 30.120(2023)indbyggere og.